# Mexiterpes metallicus
Mexiterpes metallicus är en mångfotingart som beskrevs av Shear 1972. Mexiterpes metallicus ingår i släktet Mexiterpes och familjen Trichopetalidae. Inga underarter finns listade i Catalogue of Life.